# Cyryl II (patriarcha Jerozolimy)
Cyryl II (ur. 1792, zm. 1877) – prawosławny patriarcha Jerozolimy w latach 1845–1872.